# E-Prix di Città del Capo 2023
L'E-Prix di Città del Capo 2023 sarà il quinto appuntamento del Campionato mondiale di Formula E 2022-2023, che si è tenuto al Circuito cittadino di Città del Capo il 25 febbraio 2023.
La gara si è conclusa con António Félix da Costa come vincitore, che dunque fa la sua prima vittoria con il team Porsche, seguito da Jean-Éric Vergne e Nick Cassidy.

## Prove libere
| Pos.           | No.            | Pilota          | Squadra             | Tempo          |
| Prove libere 1 | Prove libere 1 | Prove libere 1  | Prove libere 1      | Prove libere 1 |
| -------------- | -------------- | --------------- | ------------------- | -------------- |
| 1              | 48             | Edoardo Mortara | Maserati MSG Racing | 1:09.700       |
| 2              | 10             | Sam Bird        | Jaguar TCS Racing   | 1:09.858       |
| 3              | 23             | Sacha Fenestraz | Nissan e.dams       | 1:09.887       |
| Prove libere 2 |                |                 |                     |                |
| 1              | 37             | Nick Cassidy    | Envision Racing     | 1:08.118       |
| 2              | 48             | Edoardo Mortara | Maserati MSG Racing | 1:08.425       |
| 3              | 33             | Dan Ticktum     | NIO 333 Racing      | 1:08.446       |

## Qualifiche
Prima dell'inizio delle qualifiche i team Mahindra Racing e ABT Cupra Formula E Team decidono di ritirare le proprie vetture dalla gara a causa di problemi di sicurezza legati alle sospensioni, dunque le vetture non prendono parte alla gara.
| Gruppo A | Gruppo A | Gruppo A               | Gruppo A                 | Gruppo A    |
| Pos.     | No.      | Pilota                 | Squadra                  | Qualifica   |
| -------- | -------- | ---------------------- | ------------------------ | ----------- |
| 1        | 23       | Sacha Fenestraz        | Nissan e.dams            | 1:08.994    |
| 2        | 37       | Nick Cassidy           | Envision Racing          | 1:09.007    |
| 3        | 94       | Pascal Wehrlein        | TAG Heuer Porsche        | 1:09.100    |
| 4        | 25       | Jean-Éric Vergne       | DS Penske                | 1:09.139    |
| 5        | 33       | Dan Ticktum            | NIO 333 Racing           | 1:09.177    |
| 6        | 17       | Norman Nato            | Nissan e.dams            | 1:09.263    |
| 7        | 13       | António Félix da Costa | TAG Heuer Porsche        | 1:09.441    |
| 8        | 5        | Jake Hughes            | Neom McLaren Formula E   | 1:09.139    |
| 9        | 36       | André Lotterer         | Avalance Andretti        | 1:10.975    |
| 10       | 3        | Sérgio Sette Câmara    | NIO 333 Racing           | 1:11.083    |
| 11       | 51       | Nico Müller            | ABT Cupra Formula E Team | Senza tempo |

| Gruppo B | Gruppo B | Gruppo B             | Gruppo B                 | Gruppo B    |
| Pos.     | No.      | Pilota               | Squadra                  | Qualifica   |
| -------- | -------- | -------------------- | ------------------------ | ----------- |
| 1        | 58       | René Rast            | Neom McLaren Formula E   | 1:08.844    |
| 1        | 9        | Mitch Evans          | Jaguar TCS Racing        | 1:09.025    |
| 3        | 16       | Sébastien Buemi      | Envision Racing          | 1:09.040    |
| 4        | 7        | Maximilian Günther   | Maserati MSG Racing      | 1:09.050    |
| 5        | 10       | Sam Bird             | Jaguar TCS Racing        | 1:09.217    |
| 6        | 27       | Jake Dennis          | Avalance Andretti        | 1:09.265    |
| 7        | 1        | Stoffel Vandoorne    | DS Penske                | 1:09.496    |
| 8        | 48       | Edoardo Mortara      | Maserati MSG Racing      | Senza tempo |
| 9        | 11       | Lucas di Grassi      | Mahindra Racing          | Senza tempo |
| 10       | 8        | Oliver Rowland       | Mahindra Racing          | Senza tempo |
| 11       | 4        | Kelvin van der Linde | ABT Cupra Formula E Team | Senza tempo |

|  | Quarti di finale | Quarti di finale | Quarti di finale |     |          | Semifinale | Semifinale | Semifinale |  |  | Finale | Finale | Finale |  |
|  |                  |                  |                  |     |          |            |            |            |  |  |        |        |        |  |
|  | WEH              | WEH              | 1:08.598         |     |          |            |            |            |  |  |        |        |        |  |
|  | WEH              | WEH              | 1:08.598         |     |          |            |            |            |  |  |        |        |        |  |
|  | CAS              | CAS              | 1:08.446         |     |          |            |            |            |  |  |        |        |        |  |
|  | CAS              | CAS              | 1:08.446         |     | CAS      | CAS        | 1:08.465   |            |  |  |        |        |        |  |
|  |                  |                  |                  |     | CAS      | CAS        | 1:08.465   |            |  |  |        |        |        |  |
|  |                  |                  | FEN              | FEN | 1:08.357 |            |            |            |  |  |        |        |        |  |
|  | VER              | VER              | FEN              | FEN | 1:08.357 | 1:08.520   |            |            |  |  |        |        |        |  |
|  | VER              | VER              |                  |     |          |            |            |            |  |  |        |        |        |  |
|  | FEN              | FEN              | 1:08.467         |     |          |            |            |            |  |  |        |        |        |  |
|  | FEN              | FEN              | 1:08.467         |     | FEN      | FEN        | 1:07.848   |            |  |  |        |        |        |  |
|  |                  |                  |                  |     |          |            |            |            |  |  |        |        |        |  |
|  |                  |                  | GUN              | GUN | 1:08.270 |            |            |            |  |  |        |        |        |  |
|  | BUE              | BUE              | GUN              | GUN | 1:08.270 | 1:11.937   |            |            |  |  |        |        |        |  |
|  | BUE              | BUE              |                  |     |          |            |            |            |  |  |        |        |        |  |
|  | EVA              | EVA              | 1:08.429         |     |          |            |            |            |  |  |        |        |        |  |
|  | EVA              | EVA              | 1:08.429         |     | EVA      | EVA        | 1:08.429   |            |  |  |        |        |        |  |
|  |                  |                  |                  |     | EVA      | EVA        | 1:08.429   |            |  |  |        |        |        |  |
|  |                  |                  | GUN              | GUN | 1:08.212 |            |            |            |  |  |        |        |        |  |
|  | GUN              | GUN              | GUN              | GUN | 1:08.212 | 1:08.740   |            |            |  |  |        |        |        |  |
|  | GUN              | GUN              |                  |     |          |            |            |            |  |  |        |        |        |  |
|  | RAS              | RAS              | 1:08.962         |     |          |            |            |            |  |  |        |        |        |  |

| Risultati qualifica | Risultati qualifica | Risultati qualifica    | Risultati qualifica      | Risultati qualifica | Risultati qualifica | Risultati qualifica | Risultati qualifica | Risultati qualifica |
| Pos.                | No.                 | Pilota                 | Squadra                  | Gruppi              | Quarti              | Semifinali          | Finale              | Griglia             |
| ------------------- | ------------------- | ---------------------- | ------------------------ | ------------------- | ------------------- | ------------------- | ------------------- | ------------------- |
| 1                   | 23                  | Sacha Fenestraz        | Nissan e.dams            | 1:08.994            | 1:08.467            | 1:08.357            | 1:07.848            | 1                   |
| 2                   | 7                   | Maximilian Günther     | Maserati MSG Racing      | 1:09.050            | 1:08.740            | 1:08.212            | 1:08.270            | 2                   |
| 3                   | 37                  | Nick Cassidy           | Envision Racing          | 1:09.007            | 1:08.446            | 1:08.465            |                     | 3                   |
| 4                   | 9                   | Mitch Evans            | Jaguar TCS Racing        | 1:09.025            | 1:08.429            | 1:08.568            | 4                   |                     |
| 5                   | 25                  | Jean-Éric Vergne       | DS Penske                | 1:09.139            | 1:08.520            |                     | 5                   |                     |
| 6                   | 94                  | Pascal Wehrlein        | TAG Heuer Porsche        | 1:09.100            | 1:08.598            | 6                   |                     |                     |
| 7                   | 58                  | René Rast              | Neom McLaren Formula E   | 1:08.884            | 1:08.962            | 10                  |                     |                     |
| 8                   | 16                  | Sébastien Buemi        | Envision Racing          | 1:09.040            | 1:11.937            | 7                   |                     |                     |
| 9                   | 33                  | Dan Ticktum            | NIO 333 Racing           | 1:09.171            |                     | 8                   |                     |                     |
| 10                  | 10                  | Sam Bird               | Jaguar TCS Racing        | 1:09.217            | 9                   |                     |                     |                     |
| 11                  | 17                  | Norman Nato            | Nissan e.dams            | 1:09.263            | 11                  |                     |                     |                     |
| 12                  | 27                  | Jake Dennis            | Avalance Andretti        | 1:09.265            | 15                  |                     |                     |                     |
| 13                  | 13                  | António Félix da Costa | TAG Heuer Porsche        | 1:09.441            | 12                  |                     |                     |                     |
| 14                  | 1                   | Stoffel Vandoorne      | DS Penske                | 1:09.500            | 13                  |                     |                     |                     |
| 15                  | 5                   | Jake Hughes            | Neom McLaren Formula E   | 1:09.493            | 14                  |                     |                     |                     |
| 16                  | 36                  | André Lotterer         | Avalance Andretti        | 1:09.975            | 16                  |                     |                     |                     |
| 17                  | 3                   | Sérgio Sette Câmara    | NIO 333 Racing           | 1:10.083            | 17                  |                     |                     |                     |
| 18                  | 48                  | Edoardo Mortara        | Maserati MSG Racing      | 1:15.775            | 18                  |                     |                     |                     |
| Non partito         |                     |                        |                          |                     |                     |                     |                     |                     |
| 19                  | 4                   | Kelvin van der Linde   | ABT Cupra Formula E Team | Senza tempo         |                     |                     |                     | NQ                  |
| 20                  | 11                  | Lucas Di Grassi        | Mahindra Racing          | Senza tempo         | NQ                  |                     |                     |                     |
| 21                  | 51                  | Nico Müller            | ABT Cupra Formula E Team | Senza tempo         | NQ                  |                     |                     |                     |
| 22                  | 8                   | Oliver Rowland         | Mahindra Racing          | Senza tempo         | NQ                  |                     |                     |                     |

## Gara
| Pos. | No. | Pilota                 | Squadra                | Giri | Tempo/Ritiro               | Griglia | Punti |
| ---- | --- | ---------------------- | ---------------------- | ---- | -------------------------- | ------- | ----- |
| 1    | 13  | António Félix da Costa | TAG Heuer Porsche      | 32   | 42:25.403                  | 12      | 25    |
| 2    | 25  | Jean-Éric Vergne       | DS Penske              | 32   | +0.281                     | 5       | 18+1  |
| 3    | 37  | Nick Cassidy           | Envision Racing        | 32   | +1.808                     | 3       | 15    |
| 4    | 58  | René Rast              | Neom McLaren Formula E | 32   | +2.208                     | 7       | 12    |
| 5    | 16  | Sébastien Buemi        | Envision Racing        | 32   | +2.656                     | 8       | 10    |
| 6    | 33  | Dan Ticktum            | NIO 333 Racing         | 32   | +3.209                     | 9       | 8     |
| 7    | 1   | Stoffel Vandoorne      | DS Penske              | 32   | +4.210                     | 13      | 6     |
| 8    | 17  | Norman Nato            | Nissan e.dams          | 32   | +8.582                     | 10      | 4     |
| 9    | 36  | André Lotterer         | Avalanche Andretti     | 32   | +8.755                     | 15      | 2     |
| 10   | 5   | Jake Hughes            | Neom McLaren Formula E | 32   | +10.475                    | 14      | 1     |
| 11   | 9   | Mitch Evans            | Jaguar TCS Racing      | 32   | +14.183                    | 4       |       |
| 12   | 3   | Sérgio Sette Câmara    | NIO 333 Racing         | 32   | +14.914                    | 16      |       |
| 13   | 27  | Jake Dennis            | Avalanche Andretti     | 32   | +38.846                    | 11      |       |
| 14   | 23  | Sacha Fenestraz        | Nissan e.dams          | 32   | +50.146                    | 1       | 0+3   |
| Rit  | 7   | Maximilian Günther     | Maserati MSG Racing    | 20   | Incidente                  | 2       |       |
| Rit  | 48  | Edoardo Mortara        | Maserati MSG Racing    | 1    | Sospensione                | 17      |       |
| Rit  | 94  | Pascal Wehrlein        | TAG Heuer Porsche      | 0    | Incidente con Buemi        | 6       |       |
| NP   | 10  | Sam Bird               | Jaguar TCS Racing      |      | Incidente nelle qualifiche | 9       |       |

## Classifiche
La classifica dopo la gara:
Classifica piloti
| +/- | Pos | Pilota                 | Punti |
| --- | --- | ---------------------- | ----- |
|     | 1   | Pascal Wehrlein        | 80    |
|     | 2   | Jake Dennis            | 62    |
|     | 3   | Jean-Éric Vergne       | 50    |
|     | 4   | António Félix da Costa | 46    |
|     | 5   | Nick Cassidy           | 43    |
|     | 6   | Sébastien Buemi        | 41    |
|     | 7   | René Rast              | 38    |
|     | 8   | Sam Bird               | 28    |
|     | 9   | Jake Hughes            | 28    |
|     | 10  | Lucas Di Grassi        | 18    |
|     | 11  | André Lotterer         | 18    |
|     | 12  | Mitch Evans            | 14    |
|     | 13  | Stoffel Vandoorne      | 11    |
|     | 14  | Norman Nato            | 11    |
|     | 15  | Sérgio Sette Câmara    | 10    |
|     | 16  | Dan Ticktum            | 9     |
|     | 17  | Oliver Rowland         | 8     |
|     | 18  | Sacha Fenestraz        | 7     |
|     | 19  | Edoardo Mortara        | 3     |
|     | 20  | Maximilian Günther     | 0     |
|     | 21  | Nico Müller            | 0     |
|     | 22  | Kelvin van der Linde   | 0     |
|     | -   | Robin Frijns           | -     |

Classifica squadre
| +/- | Pos | Squadra                  | Punti |
| --- | --- | ------------------------ | ----- |
|     | 1   | TAG Heuer Porsche        | 126   |
|     | 2   | Envision Racing          | 84    |
|     | 3   | Avalance Andretti        | 80    |
|     | 4   | Neom McLaren Formula E   | 66    |
|     | 5   | DS Penske                | 61    |
|     | 6   | Jaguar TCS Racing        | 42    |
|     | 7   | Mahindra Racing          | 26    |
|     | 8   | NIO 333 Racing           | 19    |
|     | 9   | Nissan e.dams            | 18    |
|     | 10  | Maserati MSG Racing      | 3     |
|     | 11  | ABT Cupra Formula E Team | 0     |